# Serilia liburnica
Istraživanjem antičke luke rimske Enone (Nina) u mjestu Zaton pronađeni su ostaci dvaju liburnskih brodova. Sama luka je u antičko doba služila kao pristanište brodova, a kasnije u rimsko doba luka se proširila te je služila za prihvat velikih rimskih galija.
Radikarbonskom analizom ostataka, brodovi su datirani u II. st. pr. Kr. Jedinstvenost ovih brodova je da su izgrađeni bez metalnih dijelova. Naime svi dijelovi broda (rebra, kobilica, oplatne daske) spojeni su šivanjem, bez metalnih spojeva koristeći samo konopce i drvene klinove. Istraživanjem brodova ustanovljeno je da su bili dužine 9 do 10 metara, a jedan od brodova imao je i dvostruki jarbol s najvjerojatnije kvadratnim kožnim jedrom. Tijekom plovidbe dodatnu čvrstoću brodovi su dobivali povezivanjem krmene i pramčane statve jakim konopom. 
Marko Verije Flak, gramatičar iz Augustovog vremena donosi riječ SERILIA (SERILLA) opisujući liburnska plovila koja se spajaju lanenim i žukovim konopcima. Dalje navodi Pakuvija (240. – 130. god. pr. Kr.) koji u svojoj drami Niptra kaže: ˝I nikakav tesarski klin ne drži na okupu sklop brodskog trupa nego je on šivan lanenom i žukovom užadi.˝ Na osnovu toga brodovi su nazvani Seliria liburnica. 
Ostaci brodova nalaze se u Muzeju ninskih starina.

## Vanjske poveznice
- Serilija Hrvatska tehnička enciklopedija, portal hrvatske tehničke baštine. LZMK